# Daniel Rogers
Daniel Rogers (Wittenberg, 1538 – 1591) angol–flamand diplomata, politikus, költő és humanista.. Édesapja a mártírhalált halt John Rogers, édesanyja az antwerpeni Adriana van der Weyden volt. Édesanyja lévén rokoni kapcsolatban állt Emanuel van Meterennel és Abraham Orteliusszal is. 1648-ban költöztek vissza az Egyesült Királyságba.